# Pyrausta ferrealis
Pyrausta ferrealis is een vlinder van de familie van de grasmotten (Crambidae). De wetenschappelijke naam van deze soort is voor het eerst voorgesteld als Stenia ferrealis door George Francis Hampson in een publicatie uit 1900.
De spanwijdte van het mannetje bedraagt 20 millimeter.
De soort komt voor in Turkije, Syrië, Irak en Iran.